# Marie Baranger
Pour les articles homonymes, voir Baranger.
 (septembre 2010).
Si vous disposez d'ouvrages ou d'articles de référence ou si vous connaissez des sites web de qualité traitant du thème abordé ici, merci de compléter l'article en donnant les références utiles à sa vérifiabilité et en les liant à la section « Notes et références ».
Marie-Mélanie Baranger, née à Angoulême le 26 février 1902 et morte le 14 juillet 2003, est une peintre française.
Elle a contribué à la redécouverte de la peinture à fresque au XXe siècle.

## Biographie
Marie Baranger naît le 26 février 1902 à Angoulême, seconde d’une famille de quatre enfants. En 1927, elle entre aux Ateliers d'art sacré où elle reçoit l’enseignement de Maurice Denis qui l’influence profondément et se forme à la technique de la fresque sous la direction de Paul Baudoüin.
Elle exécute sa première œuvre à fresque dans l’église de Migné-Auxances, dans le Poitou en 1933 ; à cette même époque, elle seconde Marthe Flandrin qui réalise sa fresque sur Catherine de Sienne pour l’église du Saint-Esprit. En 1934, avec son frère aîné polytechnicien Pierre Baranger, elle fonde l’Association Art et Louange. Cette nouvelle initiative, parmi les multiples mouvements de régénérescence des arts sacrés, veut d’emblée transcender les frontières nationales et « rendre au Saint-Sacrement, par l’Art Sacré, l’honneur qui lui est dû en toutes contrées du monde ». George Desvallières lui-même sensibilisait ses élèves et compagnons des Ateliers à cette dimension « mondiale » de leur mission. Chacune de ses journées commence par la participation à l’eucharistie, après quoi elle se met au travail. Elle entrera en 1944 dans le tiers-ordre franciscain.
Réfugiée dans les Landes pendant une partie de la Seconde Guerre mondiale, et vraisemblablement à la demande de quelques curés, elle réalise plusieurs programmes de peinture à fresque. La plus importante de ces réalisations fut sans conteste celle de Saint-Pierre-du-Mont, totalement détruite dans les années 1980.
Marie Baranger se lance dans ses premiers grands voyages à partir de 1949. Rome l’a chargée de préparer l’exposition missionnaire prévue en 1950. Ainsi voyage-t-elle  à travers l’Afrique de l’Ouest : Sénégal, Haute-Volta (Burkina Faso), Guinée, Côte d'Ivoire, Togo… Son projet permanent est d’adapter la symbolique et les objets du culte catholique aux Églises émergentes des régions encore colonisées et à leurs cultures particulières. Mais cela surtout à travers la sensibilisation et la formation d’artisans et d’artistes locaux chargés de décorer eux-mêmes leurs églises avec leur technique et leur symbolique propre. Forte de ses expériences, elle est conviée en 1965, en qualité d’experte, à participer aux travaux du concile Vatican II.
Marie Baranger meurt le 14 juillet 2003 à Poitiers.

## Principales fresques en France[3]
- 1931 - 1933 : Vienne (86), habitations privées
- 1933 : 
  - Paris (75), Eglise du Saint-Esprit
  - Migné-Auxances (86), Eglise
- 1934 - 1935 : Poitiers (86), Eglise Sainte Thérèse et Sainte Jeanne d'Arc (chemin de croix et deux chapelles)
- 1935 : Charrais (86), Eglise
- 1939 : Bernay (27), Eglise (crypte)
- 1940 : Gabarret (40), Eglise (fonts baptismaux et deux chapelles)
- 1941 : 
  - Betbezer (40), Eglise (fresque commémorative)
  - Saint Pierre du Mont (40), Eglise (fresque dans le chœur, détruite)
  - Arx (40), Eglise (chemin de croix, fresque dans le chœur)
  - Baudignan (40), Eglise (chemin de croix, autel de la Vierge)
  - Lubbon (40), Eglise (fresque dans le chœur)
  - Chantecorps (79), Eglise (fresques sur les vendanges et la moisson)
- 1942 : Saint Geours d'Auribat (40), Eglise (chemin de croix)
- 1943 : 
  - Poyanne (40), Eglise (chemin de croix en frise continue, fresques dans deux chapelles, recouvertes)
  - Blaslay (86), Eglise (chemin de croix, fresque autour du chœur)Extrait du Chemin de Croix, Eglise de Blaslay

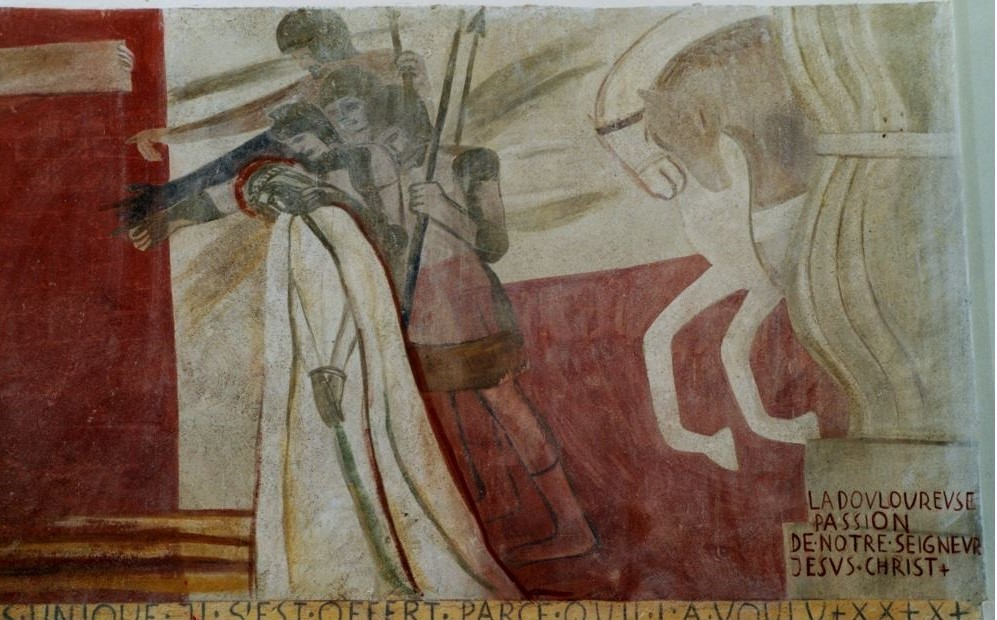
Extrait du Chemin de Croix, Eglise de Blaslay

- 1945 : Montreuil-Bonnin (86), salle de la Mairie
- 1960 : Paris (75), Ecole Polytechnique (anciens locaux), décor du bureau de Pierre Baranger
- 1963 : Paris (75), Eglise d'Ukraine
- 1970 : Viroflay (78), Eglise Notre-Dame du Chêne (crypte)
- 1975 : Melun (77), cabinet médical du Docteur Pierre Saintillan
- 1977 : Poitiers (86), Ecole Technique du Porteau
- 1982 : Poitiers (86), Le Toit du Monde
- 1984 : Montendre (17), Eglise de Croix Gente
- 1986 : Poitiers (86), Impasse Saint-Michel (archange Saint Michel)

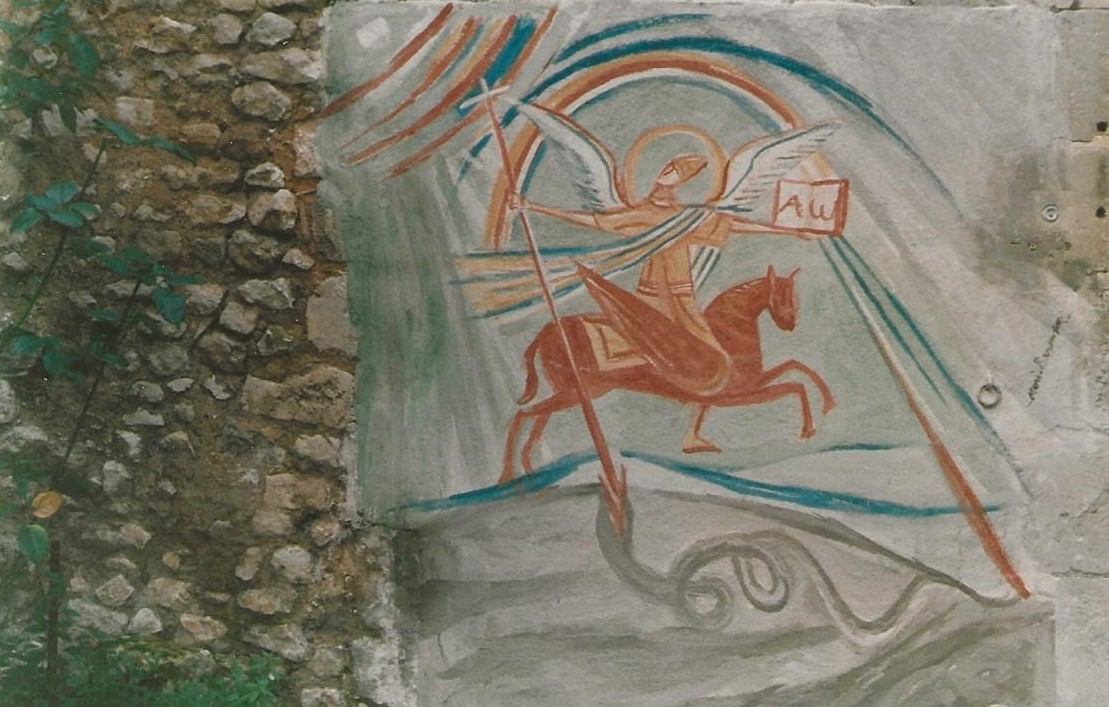
Fresque de l'Impasse Saint Michel (archange Saint Michel terrassant le dragon)

## Principales fresques à l'étranger[3]
- 1947 : ANGLETERRE 
  - Finedon Hall, chapelle du château (Vierge Reine)
- 1949 : CÔTE D'IVOIRE
  - Katiola (Christ en gloire, Vierge)
  - Man, Eglise St Michel (4 anges)
- 1959 : JAPON
  - Nagasaki, Université de Nauzan (Christ de la Paix)
  - Fukuoka, Carmel (la Cène)

- 1959 : COREE
  - Séoul, Eglise (Christ-Roi)

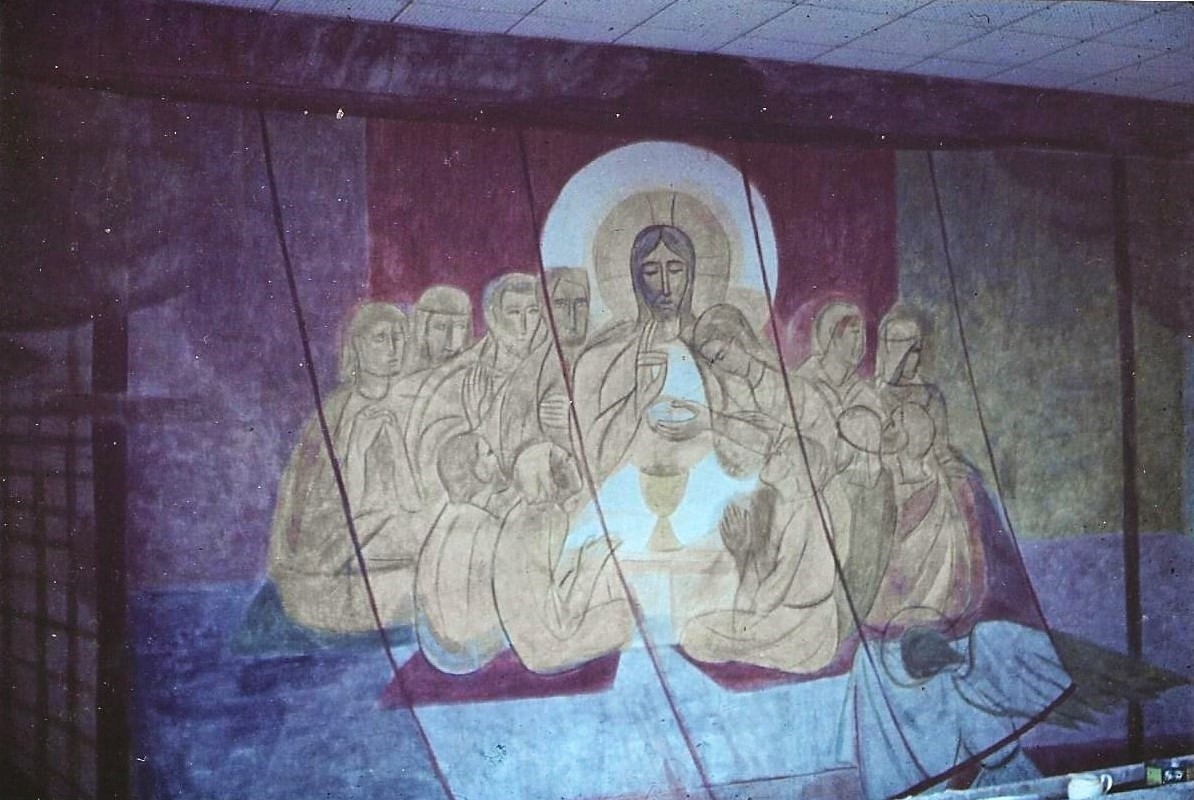
Fresque du Carmel des sœurs contemplatives à Fukuoka (Japon)

  - Séoul, Ecole des Beaux-Arts (le Ying et le Yang)
- 1959 : VIETNAM
  - Saïgon, Séminaire franciscain (Saint-François)
  - Saïgon, Ecole de Beaux-Arts (3 femmes sur un pont)
- 1962 : INDE
  - Trivandrum (au Kérala), Cathédrale (fresque du chœur, Christ Pantocrator, évangélistes et apôtres entourant la "Deisis")

- 1971 : SENEGAL

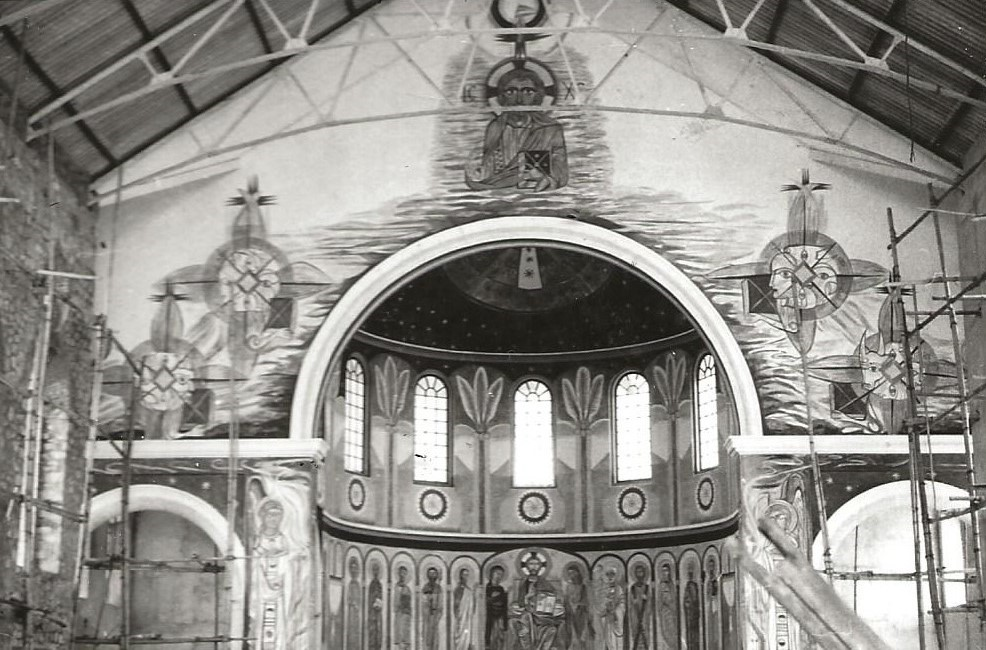
Fresque de la Cathédrale de Trivandrum (recouverte)

  - Dieppeul (les martyrs de l'Ouganda)
- 1972 : ZAÏRE
  - Bunia (Vierge de l'Annonciation)
  - Kasenyi (l'appel de Pierre, les apôtres)
- 1973 : SENEGAL
  - N'gazobil, Séminaire (La Cène, Vierge orante)
- 1974 : SENEGAL
  - Popenguine (Vierge de l'Apocalypse)
- 1975 : HAUTE-VOLTA
  - Dourtenga (Christ en gloire)
  - Ouarguaye (Christ Roi, Vierge à l'enfant)
- 1978 : GABON
  - Franceville (le Christ en majesté)

- 1979 : GABON
  - Matebelé (Sainte Famille)

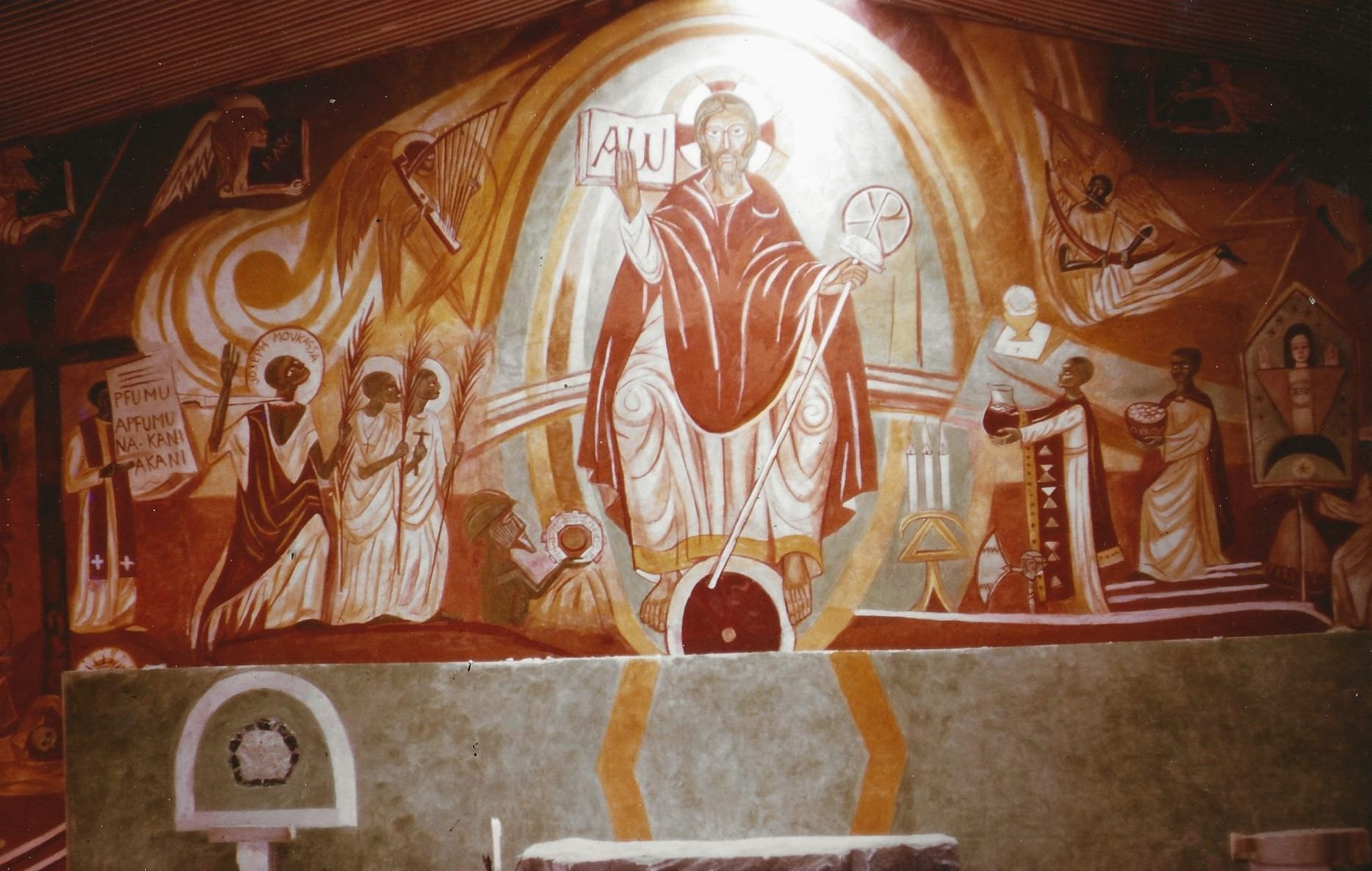
Fresque de l'Eglise Joseph Moukassa à Franceville (Gabon)

  - Moanda (La Cène, Saint Dominique)
  - Usine de manganèse (fresque sur l'industrie et l'extraction du minerai)
- 1980 : GABON
  - Bakoumba (Vierge à l'enfant, Arbre de vie, Saint Michel)